# Marbles
Pour les articles homonymes, voir Marbles (homonymie).
Albums de Marillion
Anoraknophobia
(2001) Somewhere Else
(2007)
Marbles est le treizième album studio du groupe britannique de rock néo-progressif Marillion sorti en 2004. Il est l'un des  plus abouti du groupe et l'un des plus marquants du rock néo-progressif[réf. nécessaire]. 

## Formation
- Steve Hogarth (chant)
- Steve Rothery (guitare)
- Pete Trewavas (basse)
- Mark Kelly (claviers)
- Ian Mosley (batterie)

## Titres de l'album
1. The invisible Man – 13:37
2. Marbles I – 1:46
3. You're Gone – 6:28
4. Angelina – 7:41
5. Marbles II – 1:55
6. Don't Hurt Yourself – 5:48
7. Fantastic Place – 6:12
8. Marbles III – 1:51
9. Drilling Holes – 5:11
10. Marbles IV – 1:25
11. Neverland – 12:09
12. You're Gone (single mix) – 4:00 (piste bonus)